# Beyond The Grave
Beyond The Grave es el primer LP de la banda de psychobilly, Rezurex. Editado en el 2006 bajo el sello discográfico Fiend Force Records. El álbum contiene 6 títulos que previamente se habían editado en un EP más 5 canciones totalmente nuevas siguiendo la misma línea de la banda. El CD contiene el video de la canción Devil Woman From Outter Space.

## Lista de canciones
1. Black Rose
2. Día De Los Muertos
3. Devil Woman From Outter Space
4. Suicide
5. Don't Mess With Me
6. Nueva Vida
7. Prisoner Of Love
8. Everyday Is Like Halloween
9. Kill
10. Rezurect Me 
11. Zombie Girl